# Otto Doppelfeld
Otto Doppelfeld (* 26. Februar 1907 in Borbeck bei Essen; † 15. Mai 1979 in Köln) war ein deutscher Prähistorischer und Provinzialrömischer Archäologe. Er war langjähriger Direktor des Römisch-Germanischen Museums und trug maßgeblich zur Erforschung des unterirdischen Kölns nach den Zerstörungen des Zweiten Weltkrieges bei.

## Leben
Als Sohn des Volksschulrektors Johannes Doppelfeld und Johanna (geb. Chavet) besuchte Otto Doppelfeld zunächst die Volksschule und das humanistische Gymnasium in Essen-Borbeck. Hier legte er 1926 sein Abitur ab.
Otto Doppelfeld studierte von 1926 bis 1930 an den Universitäten Tübingen, Berlin, Köln und Wien Ur- und Frühgeschichte, Klassische Archäologie, Alte Geschichte und Mittelalterliche Geschichte, Germanistik sowie Bau- und Kunstgeschichte. Während seines Studiums in Tübingen wurde er 1926 Mitglied der katholischen Studentenverbindung AV Cheruskia Tübingen im CV. 1930 wurde er am Institut für Ur- und Frühgeschichte der Universität zu Köln bei Herbert Kühn mit der Dissertation Die Hallstattzeit im niederrheinischen Raum promoviert. Anschließend ging er als Assistent („wissenschaftlicher Hilfsarbeiter“) an das Museum für Vor- und Frühgeschichte der Staatlichen Museen zu Berlin und blieb dort bis 1939. Hier sammelte er erste praktische Erfahrungen und war beteiligt an großen ur- und frühgeschichtlichen Ausgrabungen. So leitete er u. a. die Ausgrabungen von Zantoch, Lebus und Nauen-Bärhorst in der Mark Brandenburg.
Fritz Fremersdorf, damaliger Direktor der Römischen Abteilung am Wallraf-Richartz-Museum, gewann 1939 Otto Doppelfeld als Kustos für die Kölner Archäologie, der dann allerdings zunächst bei Kriegsausbruch zum Militärdienst eingezogen wurde. Nachdem er 1941 schwer verwundet und damit dienstuntauglich wurde, gelangte er noch in diesem Jahr zurück nach Köln und versuchte mit anderen an archäologischen Funden zu retten, was noch zu retten war. Otto Doppelfeld erkannte die einmalige Chance für die Kölner Stadtarchäologie nach dem Krieg mit seinen großen Zerstörungen. Nun hatte er die Gelegenheit, das römische und fränkische Köln wie kein anderer vor ihm intensiv zu erforschen.
Bereits im Jahr seiner Kriegsrückkehr 1941 entdeckte er das Peristylhaus mit dem Dionysosmosaik südlich des Doms. Gegen viele Zweifler erkannte Doppelfeld die vier verschiedenen Bauperioden des Peristylhauses.
Seit 1946 war Doppelfeld Kustos am nunmehr eigenständigen Römisch-Germanischen Museum der Stadt Köln.
Unmittelbar nach Kriegsende bestellte ihn das Metropolitankapitel des Kölner Doms zum Leiter der Ausgrabungen unter dem Dom. Am 26. Mai 1946 begann Otto Doppelfeld mit einem ersten Suchgraben in der Mitte des von Bomben verwüsteten Dom-Langhauses die Ausgrabungen unter dem Dom. Noch im Sommer desselben Jahres stieß er auf die Westapsis des Alten Domes.
Otto Doppelfeld widmete sich fortan insbesondere den Ausgrabungen im Dom, dem „Unterirdischen Dom“, speziell der karolingischen Domkirche und begründete damit „die Archäologie des Mittelalters endgültig“. Dabei entwickelte er neue wissenschaftliche Grabungsmethoden und Aufnahmetechniken. Nicht zuletzt deshalb wurde die deutsche Archäologie so zu einer führenden Wissenschaft. Zu seinen bedeutendsten Funden zählen die fränkischen Gräber unter dem Kölner Dom aus der Zeit um 550 n. Chr. mit überaus reichen Beigaben.
Doppelfeld begann mit einer groß angelegten Forschungsgrabung, die heute noch fortgesetzt werden. Ihm gelang u. a. die Entdeckung des karolingischen Doms und die Ausgrabung mehrerer Stadtquartiere der römischen Stadt an der Südseite des Doms vor den Augen der interessierten und begeisterten Bürger.
Mit seinem Namen verknüpfen sich im Bewusstsein der Bevölkerung vor allem die Entdeckung und Sicherung des römischen Statthalterpalastes, des Praetoriums und des mittelalterlichen Rathauses, für dessen Erhaltung er sich gegen zum Teil heftige Widerstände in der Stadt engagierte. Doppelfeld konnte durch seine Funde erstmals Licht in zahlreiche Zeitabschnitte der bis dahin fast unbekannten Kölner Frühgeschichte bringen. Er erkannte 1953 in den mächtigen Mauern, die nach der Zerstörung des westlichen Rathausbaus in der Kölner Altstadt offen lagen, das römische Praetorium, das er großflächig ausgraben konnte. Diese wissenschaftliche Herausforderung brachte ihm die größte Popularität ein, nicht zuletzt deshalb, weil er sein Hauptquartier direkt neben der Ausgrabungsstelle in einem bescheidenen Bauwagen bezog. Geschichte machte er so zu einem interessanten städtischen Gesprächsstoff. Doppelfeld konnte so alle Verantwortliche und insbesondere die Kölner Ratsvertreter überzeugen, die bedeutenden archäologischen Überreste des römischen Statthalterpalastes für kommende Generationen durch eine Überdachung zu erhalten.
Weitere wichtige Entdeckungen waren der Tempel der kapitolinischen Trias unter der romanischen Kirche St. Maria im Kapitol sowie die Entdeckung und zum Teil Erhalt von Teilen der römischen Stadtmauer. 1950 beschrieb Doppelfeld ihren Verlauf mit allen damals bekannten Angaben. Durch die großen Kriegszerstörungen war die Umfassungsmauer an mehreren Stellen in der Stadt sichtbar geworden. In den darauffolgenden Jahren setzte sich Otto Doppelfeld immer wieder nachdrücklich dafür ein, die neu gefundenen Mauerteile sichtbar zu erhalten. Als erster legte er eine umfassende Studie zur Geschichte der römischen Stadtmauer Kölns vor. Die Nummerierung der einzelnen Abschnitte der Stadtbefestigung sind seitdem in der Kölner Archäologie verbindlich.
Aufgrund der umfangreichen Baumaßnahmen beim Wiederaufbau der stark zerstörten Stadt und des U-Bahn Baus war Otto Doppelfeld auch stets bewusst, dass nicht alles gerettet werden konnte.
1959 wurde Otto Doppelfeld als Nachfolger von Fritz Fremersdorf Direktor des Römisch-Germanischen Museums sowie Staatlicher Vertrauensmann für kulturgeschichtliche Bodenaltertümer im Stadtgebiet Köln. Seine Tätigkeit krönte er mit der Planung und dem Bau des neuen Römisch-Germanischen Museums, direkt über dem bereits 1941 entdeckten Dionysos-Mosaik an der Südseite des Doms. Auch hier hatte er sich gegen heftige Widerstände in der Stadt durchsetzen müssen. Durch Beharrlichkeit und seine Argumentation wurde das Museum kurz nach seiner Pensionierung am 4. März 1974 eröffnet.
1963 erhielt Otto Doppelfeld einen Lehrauftrag an der Universität zu Köln und hielt u. a. Übungen zur provinzialrömischen und fränkischen Archäologie unter besonderer Berücksichtigung des Kölner Raums ab. 1967 wurde er zum Honorarprofessor ernannt. Doppelfeld war darüber hinaus einige Jahre Vorsitzender der Archäologischen Gesellschaft Köln, die von seinem Vorgänger Fritz Fremersdorf gegründet wurde.
Doppelfeld war seit 1954 korrespondierendes Mitglied des Deutschen Archäologischen Instituts (ab 1960 ordentliches Mitglied) und der Römisch-Germanischen Kommission und seit 1961 der Archäologischen Trier-Kommission.
Von besonderer Bedeutung weit über Köln hinaus war die von ihm kuratierte Sonderausstellung „Römer am Rhein“ 1967, mit der die neu erbaute Kunsthalle Köln eröffnet wurde. Für zweieinhalb Monate wurden die besten Stücke aus Kölns römischer und fränkischer Vergangenheit zusammen mit Funden aus dem gesamten Rheinland präsentiert. Daneben kuratierte Otto Doppelfeld die Sonderausstellungen „Römer in Rumänien“ (1969) und „Römer am Dom“ (1970/71), die alle Besucherrekorde verzeichnen konnten.
Otto Doppelfeld war bekannt für seine zahlreichen wissenschaftlichen Publikationen, die meist schon kurz nach seinen Feldarbeiten erfolgten. Die zahlreichen Pläne dazu fertigte er selbst an. Grundlegende Studien hat er zum römischen, merowingerzeitlichen und karolingischen Köln vorgelegt. Als erster erkannte er die volle Bedeutung des in den Jahren 1965 und 1967 von einigen Amateurarchäologen am Chlodwigplatz in einem Keller entdeckten monumentalen Pfeilergrabmals des Lucius Poblicius, für dessen Erwerb er sich  eingesetzt hat. Heute bildet das im Jahre 1970 von der Stadt Köln erworbene, weithin sichtbare Grabdenkmal (über 15 m hoch) eines der Spitzenexponate des Römisch-Germanischen Museums. Zu den Entdeckungen Otto Doppelfelds in den umfangreichen Sammlungsbeständen des Römisch-Germanischen Museums zählen etwa die römischen Gläser, der gläserne Augustuskopf und der große Kameo Marlborough.
Otto Doppelfeld liebte die Literatur und begeisterte sich für die bildenden Künste. Allseits gerühmt waren seine Vorträge und allgemeinverständlichen Publikationen zur kölnischen Vergangenheit. Er selbst bezeichnete sich oft scherzhaft als „archäologisches Adlerauge“.
Er kämpfte für eine ideologiefreie Wissenschaft und ist diesem Grundsatz nie untreu geworden ... Mit den zeitgenössischen Tendenzen seiner Jugend freundete er sich nicht an.
Otto Doppelfeld wurde oft als scharfsinniger Gelehrter bezeichnet. Die Liste seiner Publikationen umfasst mehr als 170 Titel, darunter viele populärwissenschaftliche Werke. Zu seinem 70. Geburtstag erschienen seine wissenschaftlichen Abhandlungen als Sammelband, versehen mit eigenen Kommentaren.
In seinem letzten Werk, das 1979 nach seinem Tode von Gerd Biegel herausgegeben wurde, versucht Otto Doppelfeld eine Bilanz seiner archäologischen Arbeit in Köln zu ziehen.
Otto Doppelfeld hatte mit seiner Frau Aenne, geb. Düppers (1909–2005), einen Sohn, den Mediziner Elmar Doppelfeld (* 1939). Die Grabstätte der Eheleute befindet sich auf dem Friedhof in Köln-Longerich.

## Von Doppelfeld betreute Sonderausstellungen
- Kunst und Leben der Etrusker, 1956 (im Staatenhaus der Messe)
- Rom in Karthago, 1964
- Römer am Rhein, 1967 (Eröffnung der Kölner Kunsthalle am Neumarkt am Josef-Haubrich-Hof)
- Römer in Rumänien, 1969
- Rom am Dom, 1970/71

## Schriften (Auswahl)
- Die römische Stadtmauer von Köln. In: Walther Zimmermann (Hrsg.): Untersuchungen zur frühen Kölner Stadt-, Kunst- und Kirchengeschichte (= Die Kunstdenkmäler des Rheinlands. Beihefte. 2, ZDB-ID 527523-4 ). Fredebeul & Koenen Essen 1950, S. 3–40.
- Zur Vorgeschichte der Georgskirche in Köln. Erster Bericht über die Grabungen der Jahre 1928–1931. In: Walther Zimmermann (Hrsg.): Untersuchungen zur frühen Kölner Stadt-, Kunst- und Kirchengeschichte (= Die Kunstdenkmäler des Rheinlands. Beihefte. 2). Fredebeul & Koenen Essen 1950, S. 90–104.
- Quellen zur Geschichte Kölns in römischer und fränkischer Zeit (= Robert Frohn, Arnold Güttsches (Hrsg.): Ausgewählte Quellen zur Kölner Stadtgeschichte. 1). Bachem, Köln 1958.
- Die Rosettenfibeln aus dem Kölner Dom. In: Heinz Ladendorf, Horst Vey (Hrsg.): Mouseion. Studien aus Kunst und Geschichte für Otto H. Förster. DuMont Schauberg, Köln 1960, S. 168–173.
- Das römische Köln als Grundlage für die mittelalterliche Stadt. In: Dietwulf Baatz (Hrsg.): Römerstädte in Deutschland (= Germania Romana. 1 = Gymnasium. Beihefte. 1). Winter, Heidelberg 1960, S. 11–28.
- Über die wunderbare Größe Kölns. Werden und Wachsen der rheinischen Metropole (= Schriften zur Kölner Topographie. 1, ZDB-ID 1040927-0). Steimel, Köln-Zollstock 1961.
- Das Diatretglas aus dem Gräberbezirk des römischen Gutshofs von Köln-Braunsfeld. In: Kölner Jahrbuch für Vor- und Frühgeschichte. 5, 1960/1961, ISSN 0075-6512, S. 34–44.
- Köln als Brücke zum Abendland. In: Victor H. Elbern (Red.): Das erste Jahrtausend. Kultur und Kunst im werdenden Abendland an Rhein und Ruhr. Textband 2. Schwann, Düsseldorf 1964, S. 616–633.
- mit Renate Pirling: Fränkische Fürsten im Rheinland. Die Gräber aus dem Kölner Dom von Krefeld-Gellep und Morken (= Schriften des Rheinischen Landesmuseums Bonn. 2, ISSN 0067-9968). Rheinland-Verlag Düsseldorf 1966.
- Römisches und fränkisches Glas in Köln (= Schriftenreihe der Archäologischen Gesellschaft Köln. Nr. 13, ZDB-ID 258516-9). Greven, Köln 1966.
- Die Blütezeit der Kölner Glasmacherkunst (= Kleine Schriften zur Kenntnis der römischen Besetzungsgeschichte Südwestdeutschlands 2, ZDB-ID 236356-2). Gesellschaft für Vor- und Frühgeschichte in Württemberg und Hohenzollern, Stuttgart 1966.
- mit Jörgen Bracker: Zwei Kaiserporträts aus Glas in Köln. In: Kölner Jahrbuch für Vor- und Frühgeschichte. 8, 1965/1966, S. 22–31.
- Vom unterirdischen Köln. Herausgegeben von Gerd Biegel. Greven, Köln 1979, ISBN 3-7743-0173-5 (posthum).
- mit Willy Weyres: Die Ausgrabungen im Dom zu Köln (= Kölner Forschungen. 1). von Zabern, Mainz 1980, ISBN 3-8053-0458-7 (posthum).

## Belege
1. ↑  Borger 1979, S. 9.
2. ↑  Borger 1979, S. 8.
3. ↑  Grabstätte. In: grabsteine.genealogy.net. Abgerufen am 16. Juli 2022.

| Personendaten    | Personendaten                                                |
| ---------------- | ------------------------------------------------------------ |
| NAME             | Doppelfeld, Otto                                             |
| KURZBESCHREIBUNG | deutscher prähistorischer und provinzialrömischer Archäologe |
| GEBURTSDATUM     | 26. Februar 1907                                             |
| GEBURTSORT       | Essen                                                        |
| STERBEDATUM      | 15. Mai 1979                                                 |
| STERBEORT        | Köln                                                         |